# Qishou (Haramiyida)
Qishou jizantang
Genre
Espèce
Qishou est un genre fossile de Mammaliaformes du clade des Euharamiyida et de la famille des Shenshouidae. 
L'holotype de Qishou a été découvert dans la formation géologique de Tiaojishan datée du Jurassique moyen à supérieur,, dans l'ouest de la province du Liaoning, sur site fossilifère de Daxishan, près de la ville de Linglongta, dans le nord-est de la Chine. Ce site est daté plus précisément de l'Oxfordien (Jurassique supérieur), entre 161,0 ± 1,44 et 158,5 ± 1,6 Ma (millions d'années). Il fait partie du biote de Yanliao.
Une seule espèce est rattachée au genre : Qishou jizantang, décrite en 2019 par Mao Fangyuan et Meng Qing-Jin après l'étude par tomodensitométrie d'un spécimen considéré depuis 2014 comme un paratype de Shenshou lui,.

## Découverte
L'holotype de Qishou jizantang est référencé JZT-D 061 ; il était précédemment attribué à Shenshou lui . Il est constitué d'un squelette comprimé, en vue dorsale, avec son crâne et sa mandibule. Un autre paratype de Shenshou lui provenant du même niveau stratigraphique et répertorié JZT-CK005A-B, a été attribué par les inventeurs du nouveau genre à Qishou sp..

## Description
Le corps de Qishou mesure environ 16 centimètres de long et sa queue de l'ordre de 20 cm.
Qishou est caractérisé par ses deux incisives supérieures tricuspides. Sa mandibule ne possède pas de sillon post-dentaire ; sa longueur est de 3,1 cm dont 1 cm pour la couronne seule des incisives inférieures.
Il est similaire au genre Shenshou, mais en diffère principalement par son incisive supérieure tricuspide et des molaires avec beaucoup plus de cuspides.
Parmi les euharamiyidiens du biote de Yanliao, les morphologies des dents de Qishou et Shenshou sont semblables à celles de Maiopatagium, mais leurs modèles d'occlusions dentaires semblent très différents.

## Classification
Qishou est un haramiyidien euharamiyidien de la famille des shenshouidés, une famille proposée en 2019 à l'occasion de la description de ce genre par Mao Fangyuan et Meng Qing-Jin. Selon ces auteurs elle ne regroupe que deux genres : Qishou et Shenshou qui a donné son nom à la famille. Ces euharamiyidiens sont des Mammaliaformes basaux en amont (à l'extérieur) du groupe-couronne des mammifères,,.